# Luiz Pientznauer
Luiz Pientznauer (Estado do Rio de Janeiro, 15 de maio de 1830 – 23 de setembro de 1880) foi um médico brasileiro.
Foi eleito membro da Academia Nacional de Medicina em 1865, durante a presidência de José Pereira Rego.
Participou de toda a campanha da Guerra do Paraguai (1864-1870) como voluntário na esquadra em operações.